# Cricket-Nationalmannschaft der Vereinigten Arabischen Emirate in den Niederlanden in der Saison 2019
Die Tour der Cricket-Nationalmannschaft der Vereinigten Arabischen Emirate in die Niederlande in der Saison 2019 fand vom 3. bis zum 8. August 2019 statt. Die internationale Cricket-Tour war Bestandteil der Internationalen Cricket-Saison 2019 und umfasste vier Twenty20s. Die Vereinigten Arabischen Emirate gewannen die Serie mit 4–0.

## Vorgeschichte
Die Niederlande bestritten zuvor eine Tour gegen Simbabwe, für die Vereinigten Arabischen Emirate war es die erste Tour dieser Saison. Diese Tour ist die erste Tour der beiden Mannschaften gegeneinander die Spiele mit offiziellem Status enthält. Vier Jahre zuvor spielten die Niederlande drei List-A-Spiele in den Vereinigten Arabischen Emiraten.

## Stadien
Die folgenden Stadien wurden für die Tour als Austragungsort vorgesehen.
| Stadion             | Stadt      | Kapazität | Spiele      |
| ------------------- | ---------- | --------- | ----------- |
| VRA Cricket Ground  | Amstelveen | 4.500     | 1. & 2. T20 |
| Sportpark Westvliet | Voorburg   | 1.500     | 3. & 4. T20 |

## Kaderlisten
Die Kader wurden kurz vor der Tour bekanntgegeben.
| Twenty20 | Twenty20 |
| Niederlande | Ver. Arab. Emirate |
| --- | --- |
| - Pieter Seelaar (K) - Sebastiaan Braat - Philippe Boissevain - Ben Cooper - Scott Edwards - Brandon Glover - Vivian Kingma - Stephan Myburgh - Hidde Overdijk - Max O’Dowd - Antonius Staal - Saqib Zulfiqar - Sikander Zulfiqar | - Mohammad Naveed (K) - Ashfaq Ahmed - Qadeer Ahmed - Sultan Ahmed - Waheed Ahmed - Mohammad Boota - Darius D’Silva - Zawar Farid - Zahoor Khan - Rohan Mustafa - Ahmed Raza - Ghulam Shabber (wk) - Rameez Shahzad - Muhammad Usman |

## Twenty20 Internationals

### Erstes Twenty20 in Amstelveen
| 3. August Scorecard | Amstelveen | Ver. Arab. Emirate 181-5 (20)                     | – | Niederlande 164-4 (20) |
|                     |            | Vereinigte Arabische Emirate gewinnen mit 13 Runs |   |                        |

### Zweites Twenty20 in Amstelveen
| 5. August Scorecard | Amstelveen | Niederlande 136-9 (20)                              | – | Ver. Arab. Emirate 140-5 (19.3) |
|                     |            | Vereinigte Arabische Emirate gewinnen mit 5 Wickets |   |                                 |

### Drittes Twenty20 in Voorburg
| 6. August Scorecard | Voorburg | Ver. Arab. Emirate 152-8 (20)                     | – | Niederlande 138-9 (20) |
|                     |          | Vereinigte Arabische Emirate gewinnen mit 14 Runs |   |                        |

### Viertes Twenty20 in Voorburg
| 8. August Scorecard | Voorburg | Niederlande 150-6 (20)                              | – | Ver. Arab. Emirate 153-3 (19.4) |
|                     |          | Vereinigte Arabische Emirate gewinnen mit 7 Wickets |   |                                 |